# Ларс Корвальд
Ларс Корвальд (норв. Lars Korvald; 29 квітня 1916, М'єндален — 4 липня 2006) — норвезький політичний діяч від Християнської народної партії. З 1972 по 1973 роки обіймав посаду прем'єр-міністра Норвегії, ставши наступником Трюгве Браттелі, який пішов у відставку після першого референдуму з приводу членства Норвегії в Європейському економічному співтоваристві.

## Життєпис
Ларс Корвальд народився в традиційній християнській родині в М'єндалені (Mjøndalen, комуна Недре Ейкер). У 1943 році закінчив Університет сільського господарства Норвегії. Представляючи округ Естфолл, в 1961 році він вперше був обраний до Парламенту Норвегії, де засідав протягом п'яти термінів. У 1967 році став лідером Християнської народної партії. У 1972 був обраний прем'єр-міністром, ставши першим прем'єром Норвегії від Християнської партії. Кабінет Ковальда працював порівняно недовго — з 18 жовтня 1972 по 16 жовтня 1973 року, але саме при ньому була поставлена остаточна крапка в питанні про членство Норвегії в Європейському союзі, а також було встановлено курс першої нафтової політики держави.
У 1981 році Корвальд відійшов від політики партії і став мером в Естфолл, де працював до 1986 року.